# Maman pleut des cordes
Pour plus de détails, voir Fiche technique et Distribution.
Maman pleut des cordes est un court métrage d'animation français produit par Laïdak Films écrit par Hugo de Faucompret et Lison d'Andréa et réalisé par Hugo de Faucompret. Sorti en 2021, il remporte le Prix du jury dans la catégorie Spécial TV au festival international du film d'animation d'Annecy la même année.

## Synopsis
Jeanne, 8 ans, a un caractère bien trempé. Sa mère, elle, traverse une dépression ; elle décide de se faire aider et envoie sa fille passer les vacances de noël chez Mémé Oignon, à la campagne.
Jeanne croit à tort que sa mère est partie sans elle en vacances, et part fâchée.
Mais là-bas, Jeanne se fait des amis inattendus : Léon et Sonia, deux enfants du coin, et Cloclo, l’immense clodo qui vit dans la forêt. Grâce à ses nouveaux amis, Jeanne va apprendre que la vie peut être une fête, après tout !

## Fiche technique
- Titre original : Maman pleut des cordes
- Réalisation : Hugo de Faucompret
- Scénario : Hugo de Faucompret et Lison d'Andréa
- Musique : Pablo Pico
- Création graphique et storyboard : Hugo de Faucompret
- Design personnages : Jules Rigolle
- Assistante réalisation : Marianne Chazelas
- Superviseure animation : Éva Lusbaronian
- Superviseur décors : Arthus Pilorget
- Superviseure colorisation : Marie Vieillevie
- Montage : Benjamin Massoubre
- Compositing : Christophe Gautry
- Son : Baptiste Boucher
- Production : Antoine Liétout et Ivan Zuber
  - Coproduction : Emmanuèle Petry et Jean-Baptiste Wery
- Société de production : Laïdak Films et Dandelooo
- Société de distribution : Les Films du Préau et Dandelooo
- Pays d'origine :  France
- Langue originale : français
- Technique : animation 2D numérique, décors peints à la main
- Durée : 29 minutes
- Dates de sortie :
  - France :
    - 12 février 2021 (Canal+Family)
    - 14 juin 2021 (Annecy)
    - 1er décembre 2021 (Cinéma)

## Distribution des voix
- Yolande Moreau : Mémé Oignon
- Céline Sallette : Cécile
- Arthur H : Cloclo
- Siam Georget-Rolland : Jeanne
- Arielle Vaubien : Sonia
- Victor de Faucompret : Léon
- Vincent Ropion : le docteur
- Simon de Faucompret : M. Météo

## Distinctions

### Récompenses
- juin 2021 : Prix du jury pour un spécial TV au festival international du film d'animation d'Annecy
- juin 2021 : Best Animation Award au Shanghai TV Festival
- juillet 2021 : Prix du jeune public au ONE Country ONE Film International Festival
- août 2021 : La Grotta dei Piccoli Award Winner au La Guarimba International Film Festival
- août 2021 : Grand Prix dans la catégorie Best Short Animation au Rhode Island International Film Festival (Site du festival[réf. obsolète])